# Alice în Țara Minunilor

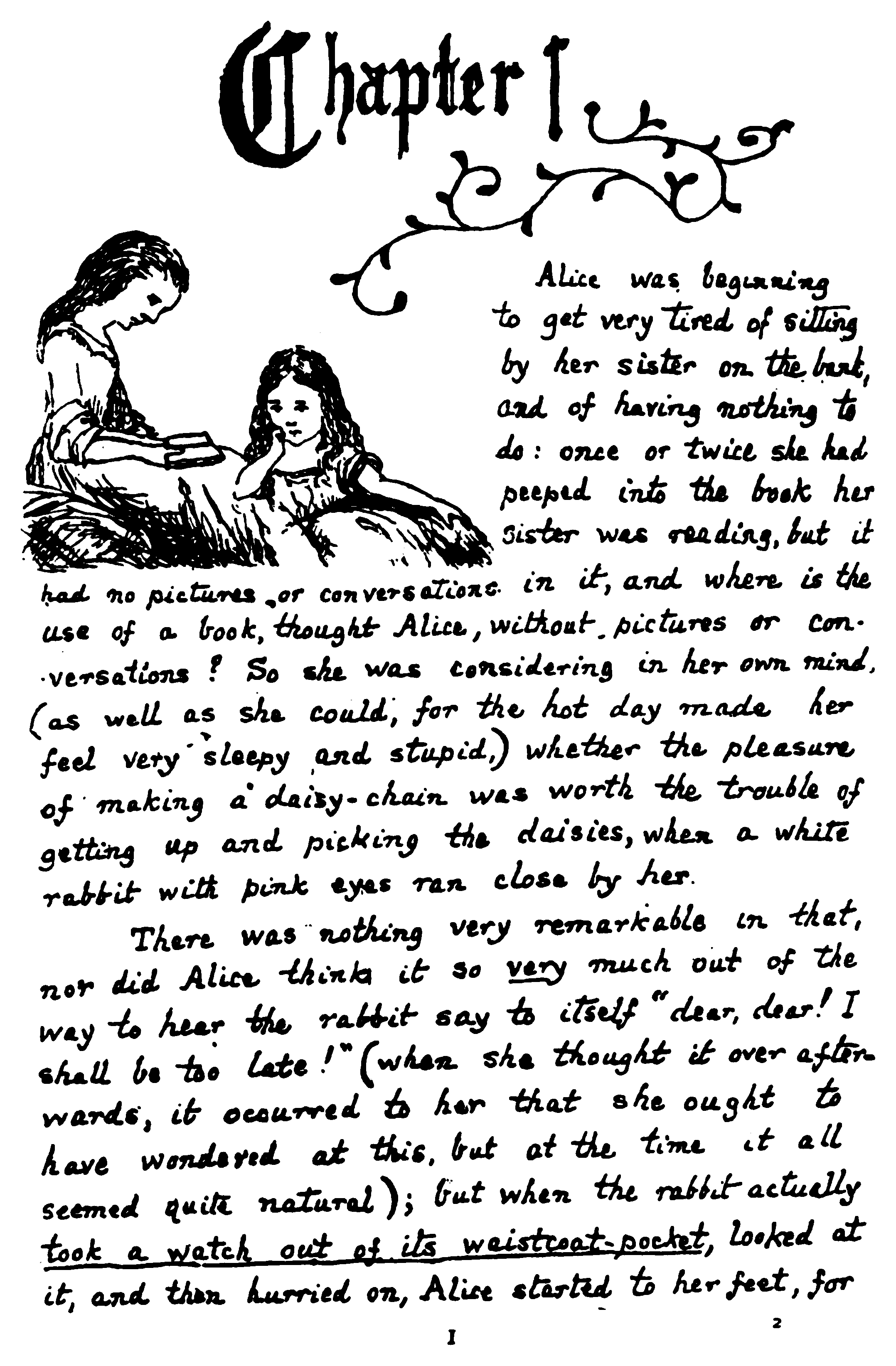
Pagină din Alice's Adventures Under Ground

Alice în Țara Minunilor (în engleză Alice in Wonderland sau Alice's Adventures in Wonderland) este un roman fantastic scris de autorul britanic Lewis Carroll (Charles Lutwidge Dodgson) în 1865. Povestea se bucură de o popularitate constantă atât în rândul copiilor, cât și a adulților. Cartea este considerată unul dintre cele mai bune exemple a literaturii absurdului. Se folosesc numeroase glume și aluzii matematice, lingvistice și filosofice. Trăsăturile istoriei și structura ei au avut o influență puternică asupra artei, în special asupra genului literar fantastic. Alice în Țara Oglinzilor este o continuare a lucrării. 

## Personaje
Alice
Alice este personajul feminin principal al poveștii, care are vreo șapte ani. Despre viața privată a lui Alice se spune puțin. La începutul primei cărți, este menționată sora ei mai mare; câteva capitole mai târziu, își amintește de un manual de gramatică latină deținut de fratele ei. Sunt menționate prietenele ei Ada, Mabel și bona. Alice își amintește în repetate rânduri de pisicile ei, Dinah, care prinde perfect șoarecii și pisoii ei (Snowflake și Kitty). Se menționează de mai multe ori că ea merge la școală.